# Léopold-René de Léséleuc de Kerouara
Pour les articles homonymes, voir Léséleuc.
 Léopold-René de Léséleuc de Kerouara , né le 30 juin 1814 à Saint-Pol-de-Léon et mort le 16 décembre 1873 à Autun d'un cancer du rectum, est un prélat français, évêque d'Autun de 1872 à sa mort.

## Biographie

### Formation
Fils de Augustin-Joseph-Sébastien de Léséleuc, officier de marine, et de Marie-Françoise-Victoire-Aimée Jourrand de Kerrès, son épouse, Léopold-René de Léséleuc de Kerouara est le troisième des neuf enfants du couple. Après des études au collège de Sainte-Anne-d'Auray tenu par les Jésuites, de 1824 à 1827, il rejoint la chapelle royale de Charles X, poursuivant ses humanités à l'institution de l'abbé Poiloup, à Vaugirard. La révolution de Juillet le chassant de la capitale, il rejoint alors les siens qui s'installent à Guipavas. Quatre ans plus tard, il est de retour à l'institution parisienne pour y enseigner le cours de troisième, poursuivant parallèlement des études en droit qui le mènent au doctorat Il entame par la suite une carrière civile, comme avocat, puis promptement décide d'embrasser l'état ecclésiastique.

### Carrière ecclésiastique
Après des études au collège romain tenu par les Jésuites, établissement où il obtient un doctorat en théologie, il est ordonné le 22 mars 1845 en la basilique Saint-Jean-de-Latran. De retour dans le diocèse de Quimper, il est nommé professeur et supérieur du grand séminaire, Joseph-Marie Graveran créant pour lui une chaire d'histoire ecclésiastique qu'il occupe de 1847 à 1849. Tour à tour missionnaire diocésain, supérieur de la toute jeune colonie pénitentiaire de Saint-Ilan dans le diocèse voisin de Saint-Brieuc, recteur de Plougonven en 1853, chanoine honoraire puis titulaire de la cathédrale Saint-Corentin de Quimper en 1855, l'abbé Léséleuc devient vicaire général du diocèse de Quimper et Léon en 1861. Parfait bretonnant, il fonde en 1865, avec l'appui de René-Nicolas Sergent, Feiz ha Breiz, premier périodique en breton. Soupçonné de sympathies légitimistes, sa promotion à l'épiscopat n'intervient que tardivement, au début de la Troisième République

### Épiscopat
Nommé évêque d'Autun par décret du 17 septembre 1872, préconisé lors du consistoire du 23 décembre suivant, Leséleuc de Kerouara est consacré le 16 février suivant en la cathédrale Saint-Corentin de Quimper par le cardinal de Bonnechose, archevêque de Rouen, assisté d'Anselme Nouvel de La Flèche, évêque de Quimper et Léon, et de Jean-Marie Bécel, évêque de Vannes. Son bref épiscopat est marqué par le renouveau du pèlerinage au Sacré-Cœur de Paray-le-Monial, Leséleuc de Kerouara décédant promptement le 16 décembre 1873 en son palais épiscopal d'une crise d'apoplexie.

## Armes
D'argent au chêne de sinople terrassé de même, le bas du tronc chargé d'un lévrier courant de sable.